# Jones Ralfy Jansen
Jones Ralfy Jansen (* 12. November 1992 in Jakarta) ist ein deutsch-indonesischer Badmintonspieler. 

## Karriere
Jones Ralfy Jansen wurde bei der Badminton-Juniorenweltmeisterschaft 2010 Vierter mit dem indonesischen Team und bei der Juniorenasienmeisterschaft desselben Jahres Dritter im Herrendoppel. Bei den nationalen Juniorentitelkämpfen siegte er 2009 im Doppel und 2010 im Mixed und im Doppel. Bei den Kaohsiung International 2010 belegte er Rang drei ebenso wie bei den Singapur International 2011. Seit 2012 spielt er in Deutschland für den 1. BC Wipperfeld und wurde im genannten Jahr Zweiter bei den Slovenia International 2012. 2014 gewann er gemeinsam mit Cisita Joity Jansen das Mixed bei den Turkey International.